# Bancroft Mills
Bancroft Mills est un complexe de moulins abandonnés siégeant le long de la rivière Brandywine à Wilmington (Delaware), aux États-Unis. C'est le site de l'un des plus anciens et des plus fameux moulins situé près de Wilmington. Ce fut le complexe le plus vaste et ayant fonctionné le plus longtemps sur la rivière Brandywine.

## Histoire
Gilpin Mills fut ouvert sur ce site en 1787 et fut le premier moulin à papier du Delaware. Bancroft Mills fut ouvert en 1831 par Joseph Bancroft, un immigrant anglais qui avait travaillé dans l'industrie textile dans les Midlands. Le moulin fut reconstruit le long de l'eau en 1839 et fut plusieurs fois agrandi, notamment en 1895.
Indépendamment, Riddle Mills fut construit en 1845, sur un terrain voisin et grossit rapidement. Les moulins furent consolidés en 1895 par la société de famille Bancroft, qui fut rapidement transformé en une coopérative. En 1880, à environ la moitié de sa taille ultérieure, Bancroft Mills fut décrite comme la plus grande entreprise de traitement du coton des États-Unis et en 1930, comme l'une des plus importantes du monde.

## Devenir
Vers 1880 la firme  était contrôlée par Samuel Bancroft qui devint l'éditeur du journal de Wilmington Every Evening et l'un des principaux philanthrope. Ses collections de peintures préraphaéliques (en) forme la base de la collection du Delaware Art Museum. Bancroft introduit la mercerisation aux États-Unis et fut le pionnier de l'utilisation des tissus synthétiques dans le tissage.
Alors que les producteurs de textiles quittaient le Nord Est des États-Unis pour les états du sud, Bancroft Mills du fermer en 1961.
Le complexe fut récemment la possession de la  Wilmington Piece Dye company qui fit faillite en mai 2003. Le site fut alors acheté par le groupe de nettoyage O'Neill (O'Neil Properties Group), une compagnie spécialisée dans la rénovation et la revitalisation de sites inoccupées ou potentiellement dangereux. Les bâtiments de Bancroft Mills sont destinés à devenir un complexe luxueux, en copropriété qui serait appelé Rockford Falls. Pour l'instant le complexe reste un vestige significatif de l'histoire des moulins de la vallée de la rivière Brandywine.